# Runcina brenkoae
Runcina brenkoae is een slakkensoort uit de familie van de Runcinidae. De wetenschappelijke naam van de soort werd voor het eerst geldig gepubliceerd in 1980 door Thompson T.